# Конусная дробилка

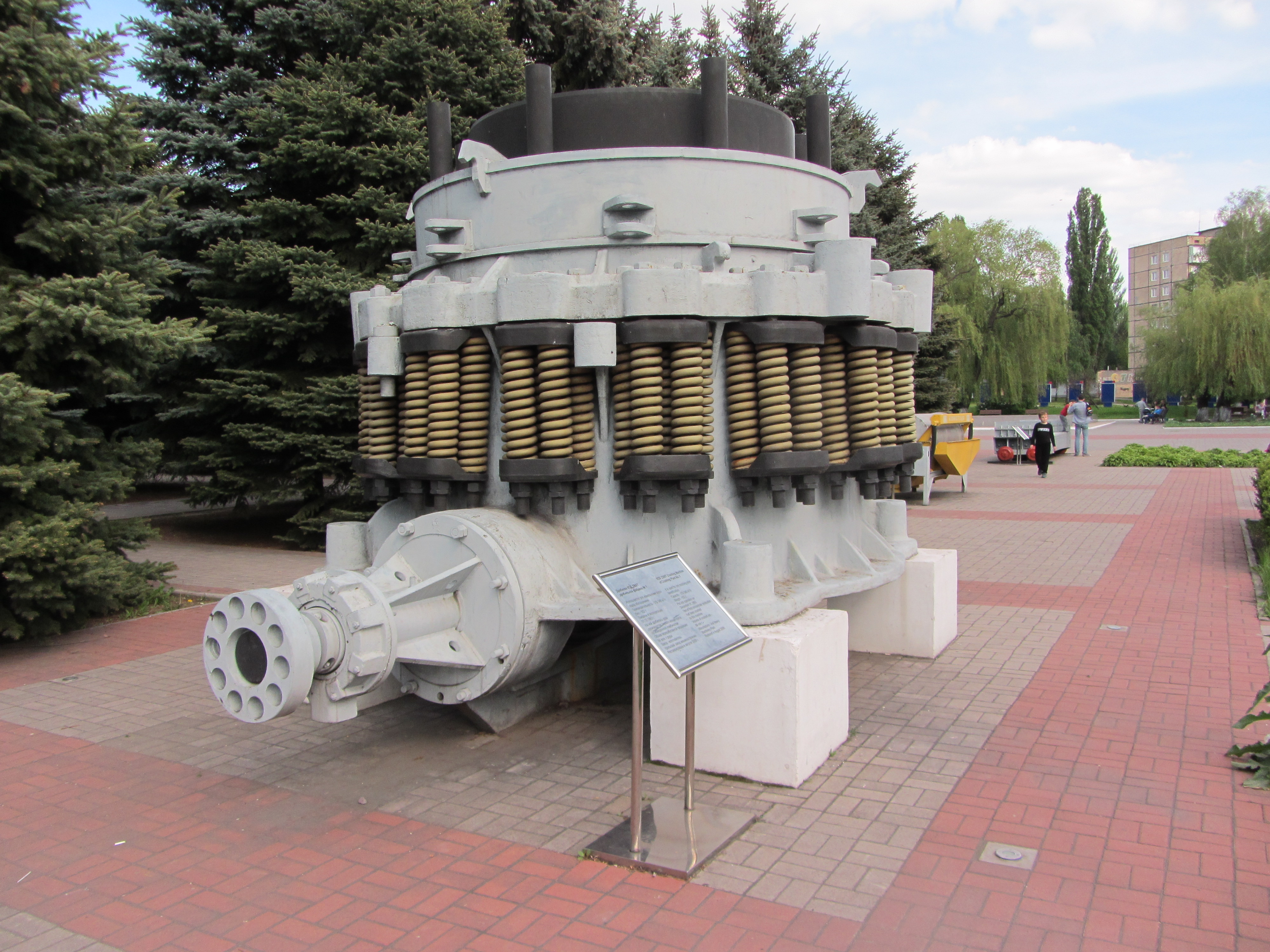
Конусная дробилка КСД-2200 Т (Уральский завод тяжёлого машиностроения) в музее горной техники СевГОКа (Кривой Рог)

Дробилка конусная — машина для дробления твёрдых материалов методом раздавливания кусков в пространстве между двумя коническими поверхностями. Одна из дробящих поверхностей неподвижная, а другая совершает вращательное и сложное качательное движение. 
Особой популярностью пользуются конусные дробилки, в которых дробление материала производится между неподвижным и подвижным конусами. Такие дробилки применяются для переработки материалов любого вида, например, глинистых пород. Преимуществом конусных дробилок является их возможность работать с объемом работы, заполненным горной породой, расположенным выше уровня бункера.

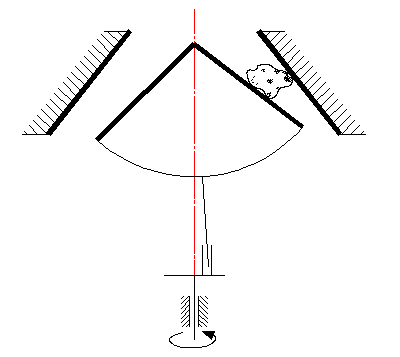
Конструктивная схема конусной дробилки

## Характеристики
- ширина приёмного отверстия — до 1500 мм
- ширина разгрузочной щели на открытой стороне — до 300 мм
- размер максимального конуса (по 5%-му остатку на квадратной ячейке): питания — до 1200 мм, продукта — до 390 мм
- производительность — до 3420 м³/ч
- мощность главного привода — до 800 кВт
- напряжение подводимого
- масса без комплектующих изделий и запасных частей — до 675 тонн.

## Применение
- дробление рудных пород
- дробление нерудных пород

## Рабочие инструменты
- колпак
- траверса
- чаша дробильная
- станина
- путь рельсовый
- цилиндр гидравлический
- пест
- эксцентрик
- вал приводной
- шкив
- броня дробильной чаши
- броня дробящего конуса
- домкрат вытяжной
- конус дробящий

## Классификация
- конусные дробилки крупного дробления в двух исполнениях: с одним приводом, с двумя приводами;
- конусные дробилки редукционного (вторичного крупного) дробления;
- конусные дробилки среднего дробления в двух исполнениях камеры дробления: грубого дробления, тонкого дробления;
- конусные дробилки мелкого дробления в двух исполнениях камеры дробления: грубого дробления, тонкого дробления.

1. ↑  S. Anciferov, A. Karachevceva, E. Sychyov, A. Obernihin. DETERMINATION OF THE STRENGTH OF A CONE CRUSHER STAND // Bulletin of Belgorod State Technological University named after. V. G. Shukhov. — 2022-08-16. — Т. 7, вып. 8. — С. 92–102. — ISSN 2071-7318. — doi:10.34031/2071-7318-2022-7-8-92-102.